# Los jinetes de la bruja
Los jinetes de la bruja (también conocida como En el viejo Guanajuato) es una película de terror estrenada en 1966 dirigida por Vicente Oroná. Esta protagonizada por Kitty de Hoyos y Fernando Almada. Se filmó en locaciones de filmación Guanajuato, Guanajuato, México.

## Trama
Cuando Pedro es acusado de asesinato y su esposa es raptada por un grupo de bandidos, Rosa pide auxilio a su madrina la bruja Salomé. La bruja pide a sus jinetes que le hagan justicia a la familia de Rosa. Pero a través de la investigación pronto descubren que esto es más que un simple homicidio ya que se trata de una conspiración. ¡A partir de este momento nadie escapará a la justicia de los jinetes de la bruja!

## Reparto
- Kitty de Hoyos como La Bruja Salomé / Susana Helguero
- Fernando Almada como Roberto
- Dagoberto Rodríguez como Javier
- Roberto Cañedo como Casiano Jáuregui
- Blanca Sánchez como Amalia
- Rafael del Río como Alcides
- José Ángel Espinosa «Ferrusquilla» como Don Manuelito
- Alicia Bonet como Rosita
- Consuelo Frank comp Doña Eulalia Henestrosa
- Antonio Raxel como El titiritero
- Carlos Rotzinger como El hijo del titiritero
- José Eduardo Pérez como El comandante
- Jorge Mateos como El otro Jáuregui
- Manuel Arvide como Don Pedro Henestrosa
- Mario Almada como El jefe de los maleantes
- Cecilia Leger como Tomasa
- Francisco Orona
- Felipe del Castillo
- Salvador Godínez
- José Cora
- Roberto Porter
- Agustín Fernández
- Carlos Suárez
- Enrique Álvarez Félix como Daniel

## Banda sonora
- «Te Necesito», escrita por Luis Demetrio
- «Las Cuatro Estaciones», escrita por Luis Demetrio
- «En El Viejo Guanajuato», escrita por Luis Demetrio
- «Sol Que Te Vas Metiendo», escrita por Luis Demetrio